# Mesocyclops
Mesocyclops là một chi giáp xác nước ngọt trong họ Cyclopidae.

## Loài
Các loài trong chi này gồm:
- Mesocyclops acanthoramus Holynska & Brown, 2003
- Mesocyclops aequatorialis Kiefer, 1929
- Mesocyclops affinis van de Velde, 1987
- Mesocyclops albicans (G. W. Smith, 1909)
- Mesocyclops americanus Dussart, 1985
- Mesocyclops annae Kiefer, 1930
- Mesocyclops annulatus (Wierzejski, 1892)
- Mesocyclops araucanus Löffler, 1962
- Mesocyclops arcanus Defaye, 1995
- Mesocyclops asiaticus Kiefer, 1932
- Mesocyclops aspericornis (Daday, 1906)
- Mesocyclops australiensis (G. O. Sars, 1908)
- Mesocyclops bernardi Petkovski, 1986
- Mesocyclops bodanicola Kiefer, 1955
- Mesocyclops borneoensis Dussart & Fernando, 1988
- Mesocyclops bosumtwii Mirabdullayev, Sanful & Frempong, 2007
- Mesocyclops brasilianus Kiefer, 1933
- Mesocyclops brehmi Kiefer, 1927
- Mesocyclops brevifurcatus Harada, 1931
- Mesocyclops brevisetosus Dussart & Sarnita, 1987
- Mesocyclops brooksi Pesce, De Laurentiis & Humphreys, 1996
- Mesocyclops chaci Fiers (in Fiers, Reid, Iliffe & Suárez-Morales), 1996
- Mesocyclops cokeri Najam-un-Nisa, Mahoon & Irfa Khan, 1987
- Mesocyclops consimilis Kiefer, 1934
- Mesocyclops crassus (Fischer, 1853)
- Mesocyclops curvatus Kiefer, 1981
- Mesocyclops cuttacuttae Dumont & Maas, 1985
- Mesocyclops dadayi Holynska, 1997
- Mesocyclops darwini Dussart & Fernando, 1988
- Mesocyclops dayakorum Holynska, 2000
- Mesocyclops decipiens Kiefer, 1929
- Mesocyclops delamarei Lescher-Moutoué, 1971
- Mesocyclops dissimilis Defaye & Kawabata, 1993
- Mesocyclops dussarti van de Velde, 1984
- Mesocyclops dybowskii (Landé, 1890)
- Mesocyclops edax (Forbes, 1891)
- Mesocyclops ellipticus Kiefer, 1936
- Mesocyclops emini (Mrázek, 1898)
- Mesocyclops evadomingoi Gutierrez-Aguirre & Suarez-Morales, 2001
- Mesocyclops ferjemurami Holynska & Nam, 2000
- Mesocyclops forbesi Najam-un-Nisa, Mahoon & Irfa Khan, 1987
- Mesocyclops francisci Holynska, 2000
- Mesocyclops friendorum Holynska, 2000
- Mesocyclops geminus Holynska, 2000
- Mesocyclops gracilis (Lilljeborg, 1853)
- Mesocyclops granulatus Dussart & Fernando, 1988
- Mesocyclops guangxiensis Reid & Kay, 1992
- Mesocyclops holynskae Karanovic, 2006
- Mesocyclops ianthinus Harada, 1931
- Mesocyclops incisus Kiefer, 1932
- Mesocyclops infrequens Kiefer, 1929
- Mesocyclops inopinus (Kiefer, 1926)
- Mesocyclops insulensis Dussart, 1982
- Mesocyclops intermedius Pesce, 1985
- Mesocyclops inversus Kiefer, 1936
- Mesocyclops iranicus Lindberg, 1936
- Mesocyclops isabellae Dussart & Fernando, 1988
- Mesocyclops kawamurai K. Kikuchi, 1940
- Mesocyclops kayi Holynska & Brown, 2003
- Mesocyclops kieferi van de Velde, 1984
- Mesocyclops leuckarti (Claus, 1857)
- Mesocyclops longisetus (Thiébaud, 1912)
- Mesocyclops macracanthus Kiefer, 1929
- Mesocyclops maheensis Lindberg, 1941
- Mesocyclops major G. O. Sars, 1927
- Mesocyclops mariae Guo, 2000
- Mesocyclops medialis Defaye, 2001
- Mesocyclops meridianus (Kiefer, 1926)
- Mesocyclops meridionalis Dussart & Frutos, 1986
- Mesocyclops microlasius Kiefer, 1981
- Mesocyclops microspinulosus Lindberg, 1942
- Mesocyclops minutus Lowndes, 1934
- Mesocyclops monardi (Perret, 1925)
- Mesocyclops mongoliensis Kiefer, 1981
- Mesocyclops neglectus G. O. Sars, 1909
- Mesocyclops nicaraguensis Herbst, 1960
- Mesocyclops nigerianus Kiefer, 1932
- Mesocyclops notius Kiefer, 1981
- Mesocyclops oblongatus G. O. Sars, 1927
- Mesocyclops obsoletus (Koch, 1838)
- Mesocyclops ogunnus Onabamiro, 1957
- Mesocyclops oithonoides (G. O. Sars, 1863)
- Mesocyclops operculifer Kiefer, 1930
- Mesocyclops orghidani Plesa, 1981
- Mesocyclops paludosus Lindberg, 1956
- Mesocyclops papuensis van de Velde, 1987
- Mesocyclops paranaensis Dussart & Frutos, 1986
- Mesocyclops parentium Holynska, 1997
- Mesocyclops pehpeiensis Hu, 1943
- Mesocyclops pescei Petkovski, 1986
- Mesocyclops pilosus Kiefer, 1930
- Mesocyclops pseudoannae van de Velde, 1987
- Mesocyclops pseudomeridianus Defaye & Dussart, 1989
- Mesocyclops pseudooperculatus (Lindberg, 1957)
- Mesocyclops pseudospinosus Dussart & Fernando, 1988
- Mesocyclops pubiventris Holynska & Brown, 2003
- Mesocyclops rarus Kiefer, 1981
- Mesocyclops rectus Lindberg, 1937
- Mesocyclops reidae Petkovski, 1986
- Mesocyclops restrictus Dussart & Fernando, 1985
- Mesocyclops retroversus Kiefer, 1929
- Mesocyclops ruttneri Kiefer, 1981
- Mesocyclops rylovi Smirnov, 1928
- Mesocyclops salinus Onabamiro, 1957
- Mesocyclops schmeili (Poppe & Mrázek, 1895)
- Mesocyclops schuurmanae Kiefer, 1928
- Mesocyclops shenzhenensis Guo, 2000
- Mesocyclops simillimus Brady, 1907
- Mesocyclops spinifer (Daday, 1902)
- Mesocyclops spinosus van de Velde, 1984
- Mesocyclops splendidus Lindberg, 1943
- Mesocyclops strenuus (Daday, 1905)
- Mesocyclops taihokuensis Harada, 1931
- Mesocyclops tenellus (G. O. Sars, 1909)
- Mesocyclops tenuis (Marsh, 1910)
- Mesocyclops tenuisaccus (G. O. Sars, 1927)
- Mesocyclops thermocyclopoides Harada, 1931
- Mesocyclops tinctus (Lindberg, 1936)
- Mesocyclops tobae Kiefer, 1933
- Mesocyclops trichophorus Kiefer, 1930
- Mesocyclops trispinosus (Shen & Tai, 1964)
- Mesocyclops varius Dussart, 1987
- Mesocyclops venezolanus Dussart, 1987
- Mesocyclops vermifer Lindberg, 1935
- Mesocyclops vizarae Fryer, 1957
- Mesocyclops woutersi van de Velde, 1987
- Mesocyclops wraniki Baribwegure & Dumont, 2000
- Mesocyclops yenae Holynska, 1998
- Mesocyclops yesoensis Ishida, 1999
- Mesocyclops yutsil Reid in Fiers, Reid, Iliffe & Suárez-Morales, 1996